# توین ولی (مینه‌سوتا)
توین ولی، مینه‌سوتا (به انگلیسی: Twin Valley, Minnesota) یک شهر در ایالات متحده آمریکا است که در شهرستان نورمن، مینه‌سوتا واقع شده‌است.

## خصوصیات
توین ولی ۲٫۲۵ کیلومترمربع مساحت و ۸۲۱ نفر جمعیت دارد و ۳۳۳ متر بالاتر از سطح دریا واقع شده‌است.